# Bundestagswahlkreis Herne – Bochum II
Der Bundestagswahlkreis Herne – Bochum II (Wahlkreis 140; bis zur Bundestagswahl 2021 Wahlkreis 141) liegt in Nordrhein-Westfalen und umfasst die kreisfreie Stadt Herne sowie die Stadtbezirke Nord und Ost der kreisfreien Stadt Bochum. Der Wahlkreis, dessen Namen und Zuschnitt sich in der Vergangenheit mehrfach änderten, gilt seit den 1960er-Jahren als eine sichere Hochburg der SPD.

## Wahlkreisgeschichte
| Wahl      | Wahlkreisname              | Gebiet                                              |
| --------- | -------------------------- | --------------------------------------------------- |
| 1949      | 53 Herne – Castrop-Rauxel  | Herne, Castrop-Rauxel                               |
| 1953–1961 | 112 Herne – Castrop-Rauxel | Herne, Castrop-Rauxel                               |
| 1965–1976 | 111 Herne – Castrop-Rauxel | Herne, Castrop-Rauxel                               |
| 1980–1994 | 112 Herne                  | Herne                                               |
| 1998      | 112 Herne – Bochum III     | Herne, von Bochum die Stadtteile Bergen und Hiltrop |
| 2002–2009 | 142 Herne – Bochum II      | Herne, von Bochum die Stadtbezirke Nord und Ost     |
| 2013–2021 | 141 Herne – Bochum II      | Herne, von Bochum die Stadtbezirke Nord und Ost     |
| 2025–     | 140 Herne – Bochum II      | Herne, von Bochum die Stadtbezirke Nord und Ost     |

## Wahlkreisabgeordnete
| Wahl | Abgeordneter | Abgeordneter         | Partei | Stimmen in % |
| ---- | ------------ | -------------------- | ------ | ------------ |
| 2002 |              | Gerd Bollmann        | SPD    | 61,5         |
| 2005 | 59,4         | Gerd Bollmann        | SPD    |              |
| 2009 | 51,3         | Gerd Bollmann        | SPD    |              |
| 2013 |              | Michelle Müntefering | SPD    | 48,7         |
| 2017 | 41,9         | Michelle Müntefering | SPD    |              |
| 2021 | 43,4         | Michelle Müntefering | SPD    |              |
| 2025 |              | Hendrik Bollmann     | SPD    | 33,5         |

## Wahlergebnisse

### Bundestagswahl 2025
Am 7. März 2025 wurde bekannt, dass das Ergebnis des Bündnis Deutschland mit dem Ergebnis des Bündnis Sahra Wagenknecht (BSW) im Wahlbezirk 4205 vertauscht worden sind. Im besagten Bochumer Wahlbezirk kam das BSW auf 35 Zweitstimmen und das Bündnis Deutschland auf 2 Zweitstimmen.
| Kandidaten                      | Kandidaten                    | Parteien/Listen     | Erststimmen | Erststimmen | Zweitstimmen | Zweitstimmen |
| Kandidaten                      | Kandidaten                    | Parteien/Listen     | Stimmen     | %           | Stimmen      | %            |
| ------------------------------- | ----------------------------- | ------------------- | ----------- | ----------- | ------------ | ------------ |
|                                 | Hendrik Bollmanngewählt im WK | SPD                 | 43.832      | 33,5        | 33.909       | 25,9         |
|                                 | Christoph Bußmann             | CDU                 | 31.032      | 23,7        | 29.840       | 22,8         |
|                                 | Anna Katharina di Bari        | GRÜNE               | 11.111      | 8,5         | 11.719       | 8,9          |
|                                 | Moritz Ritterswürden          | FDP                 | 2.948       | 2,3         | 3.893        | 3,0          |
|                                 | Daniel Zerbin                 | AfD                 | 28.088      | 21,5        | 27.453       | 20,9         |
|                                 | Patrick Gawliczek             | Die Linke           | 10.878      | 8,3         | 12.576       | 9,6          |
|                                 | –                             | Tierschutzpartei    | –           | –           | 2.327        | 1,8          |
|                                 | –                             | Die PARTEI          | –           | –           | 792          | 0,6          |
|                                 | –                             | dieBasis            | –           | –           | 229          | 0,2          |
|                                 | –                             | Team Todenhöfer     | –           | –           | 292          | 0,2          |
|                                 | –                             | FREIE WÄHLER        | –           | –           | 484          | 0,4          |
|                                 | Christian Sontag              | Volt                | 1.267       | 1,0         | 708          | 0,5          |
|                                 | Peter Georg Weispfenning      | MLPD                | 366         | 0,3         | 148          | 0,1          |
|                                 | –                             | PdF                 | –           | –           | 245          | 0,2          |
|                                 | Markus Schröder               | BÜNDNIS DEUTSCHLAND | 1.159       | 0,9         | 333          | 0,3          |
|                                 | –                             | BSW                 | –           | –           | 6.076        | 4,6          |
|                                 | –                             | MERA25              | –           | –           | 61           | 0,0          |
|                                 | –                             | WerteUnion          | –           | –           | 78           | 0,1          |
| Gesamt                          | Gesamt                        | Gesamt              | 130.681     | 100         | 131.163      | 100          |
|                                 |                               |                     |             |             |              |              |
| Ungültige Stimmen               | Ungültige Stimmen             | Ungültige Stimmen   | 1.513       | 1,1         | 1.031        | 0,8          |
| Wähler                          | Wähler                        | Wähler              | 132.194     | 77,6        | 132.194      | 77,6         |
| Wahlberechtigte                 | Wahlberechtigte               | Wahlberechtigte     | 170.434     |             | 170.434      |              |
|                                 |                               |                     |             |             |              |              |
| Quellen: Die Bundeswahlleiterin |                               |                     |             |             |              |              |

### Bundestagswahl 2021
| Kandidaten                                            | Kandidaten                        | Parteien/Listen      | Erststimmen | Erststimmen | Zweitstimmen | Zweitstimmen |
| Kandidaten                                            | Kandidaten                        | Parteien/Listen      | Stimmen     | %           | Stimmen      | %            |
| ----------------------------------------------------- | --------------------------------- | -------------------- | ----------- | ----------- | ------------ | ------------ |
|                                                       | Christoph Bußmann                 | CDU                  | 24.027      | 19,8        | 23.164       | 19,0         |
|                                                       | Michelle Münteferinggewählt im WK | SPD                  | 52.792      | 43,4        | 46.578       | 38,2         |
|                                                       | Klaus Füßmann                     | FDP                  | 8.455       | 7,0         | 10.623       | 8,7          |
|                                                       | Markus Dossenbach                 | AfD                  | 11.863      | 9,8         | 11.882       | 9,8          |
|                                                       | Jacob Liedtke                     | GRÜNE                | 14.262      | 11,7        | 15.383       | 12,6         |
|                                                       | Felix Oekentorp                   | DIE LINKE            | 4.667       | 3,8         | 5.029        | 4,1          |
|                                                       | Nana Miriam Sippel                | Die PARTEI           | 2.550       | 2,1         | 1.467        | 1,2          |
|                                                       | –                                 | Tierschutzpartei     | –           | –           | 2.357        | 1,9          |
|                                                       | –                                 | PIRATEN              | –           | –           | 582          | 0,5          |
|                                                       | Andreas Walter                    | FREIE WÄHLER         | 1.423       | 1,2         | 818          | 0,7          |
|                                                       | –                                 | NPD                  | –           | –           | 168          | 0,1          |
|                                                       | –                                 | ÖDP                  | –           | –           | 76           | 0,1          |
|                                                       | –                                 | V-Partei³            | –           | –           | 110          | 0,1          |
|                                                       | –                                 | Gesundheitsforschung | –           | –           | 169          | 0,1          |
|                                                       | Peter Georg Weispfenning          | MLPD                 | 220         | 0,2         | 124          | 0,1          |
|                                                       | –                                 | Die Humanisten       | –           | –           | 109          | 0,1          |
|                                                       | –                                 | DKP                  | –           | –           | 34           | 0,0          |
|                                                       | –                                 | SGP                  | –           | –           | 11           | 0,0          |
|                                                       | Sven Heiermann                    | dieBasis             | 1.251       | 1,0         | 927          | 0,8          |
|                                                       | –                                 | Bündnis C            | –           | –           | 68           | 0,1          |
|                                                       | –                                 | du.                  | –           | –           | 67           | 0,1          |
|                                                       | –                                 | LIEBE                | –           | –           | 226          | 0,2          |
|                                                       | –                                 | LKR                  | –           | –           | 46           | 0,0          |
|                                                       | –                                 | PdF                  | –           | –           | 49           | 0,0          |
|                                                       | –                                 | LfK                  | –           | –           | 106          | 0,1          |
|                                                       | –                                 | Team Todenhöfer      | –           | –           | 1.395        | 1,1          |
|                                                       | –                                 | Volt                 | –           | –           | 273          | 0,2          |
| Gesamt                                                | Gesamt                            | Gesamt               | 121.510     | 100         | 121.841      | 100          |
|                                                       |                                   |                      |             |             |              |              |
| Ungültige Stimmen                                     | Ungültige Stimmen                 | Ungültige Stimmen    | 1.535       | 1,2         | 1.204        | 1,0          |
| Wähler                                                | Wähler                            | Wähler               | 123.045     | 70,7        | 123.045      | 70,7         |
| Wahlberechtigte                                       | Wahlberechtigte                   | Wahlberechtigte      | 173.939     |             | 173.939      |              |
|                                                       |                                   |                      |             |             |              |              |
| Quellen: Die Bundeswahlleiterin, Kandidaten – Stimmen |                                   |                      |             |             |              |              |

### Bundestagswahl 2017
| Gegenstand der Nachweisung | Gegenstand der Nachweisung | Erst- stimmen | Erst- stimmen | Zweit- stimmen | Zweit- stimmen |
| Bewerber                   | Partei                     | Anzahl        | %             | Anzahl         | %              |
| -------------------------- | -------------------------- | ------------- | ------------- | -------------- | -------------- |
| Wahlberechtigte            | Wahlberechtigte            | 179.247       | 100,0         | 179.247        | 100,0          |
| Wähler                     | Wähler                     | 127.974       | 71,4          | 127.974        | 71,4           |
| Ungültige Stimmen          | Ungültige Stimmen          | 2.230         | 1,7           | 1.484          | 1,2            |
| Gültige Stimmen            | Gültige Stimmen            | 125.744       | 98,3          | 126.490        | 98,8           |
| davon                      |                            |               |               |                |                |
| Paul Ziemiak               | CDU                        | 30.361        | 24,1          | 29.629         | 23,4           |
| Michelle Müntefering       | SPD                        | 52.672        | 41,9          | 43.312         | 34,2           |
| Sabine von der Beck        | Grüne                      | 6.992         | 5,6           | 7.414          | 5,9            |
| Daniel Kleibömer           | Die Linke                  | 10.064        | 8,0           | 10.860         | 8,6            |
| Klaus Füßmann              | FDP                        | 8.448         | 6,7           | 11.560         | 9,1            |
| Armin Wolf                 | AfD                        | 16.799        | 13,4          | 17.001         | 13,4           |
|                            | PIRATEN                    | –             | –             | 788            | 0,6            |
|                            | NPD                        | –             | –             | 510            | 0,4            |
|                            | Die PARTEI                 | –             | –             | 1.234          | 1,0            |
|                            | FREIE WÄHLER               | –             | –             | 321            | 0,3            |
|                            | Volksabstimmung            | –             | –             | 135            | 0,1            |
|                            | ÖDP                        | –             | –             | 131            | 0,1            |
| Peter Georg Weispfenning   | MLPD                       | 408           | 0,3           | 201            | 0,1            |
|                            | SGP                        | –             | –             | 27             | 0,0            |
|                            | AD-Demokraten              | –             | –             | 1.106          | 0,9            |
|                            | BGE                        | –             | –             | 159            | 0,1            |
|                            | DiB                        | –             | –             | 129            | 0,1            |
|                            | DKP                        | –             | –             | 23             | 0,0            |
|                            | DM                         | –             | –             | 122            | 0,1            |
|                            | Die Humanisten             | –             | –             | 83             | 0,1            |
|                            | Gesundheitsforschung       | –             | –             | 177            | 0,1            |
|                            | Tierschutzpartei           | –             | –             | 1.435          | 1,1            |
|                            | V-Partei³                  | –             | –             | 133            | 0,1            |

### Bundestagswahl 2013
| Gegenstand der Nachweisung | Gegenstand der Nachweisung | Erst- stimmen | Erst- stimmen | Zweit- stimmen | Zweit- stimmen |
| Bewerber                   | Partei                     | Anzahl        | %             | Anzahl         | %              |
| -------------------------- | -------------------------- | ------------- | ------------- | -------------- | -------------- |
| Wahlberechtigte            | Wahlberechtigte            | 184.009       | 100,0         | 184.009        | 100,0          |
| Wähler                     | Wähler                     | 126.927       | 69,0          | 126.927        | 69,0           |
| Ungültige Stimmen          | Ungültige Stimmen          | 2.397         | 1,9           | 1.794          | 1,4            |
| Gültige Stimmen            | Gültige Stimmen            | 124.530       | 98,1          | 125.133        | 98,6           |
| davon                      |                            |               |               |                |                |
| Ingrid Fischbach           | CDU                        | 37.807        | 30,4          | 35.149         | 28,1           |
| Michelle Müntefering       | SPD                        | 60.610        | 48,7          | 54.876         | 43,9           |
| Frank Leschowski           | FDP                        | 1.894         | 1,5           | 3.528          | 2,8            |
| Sabine von der Beck        | Grüne                      | 7.194         | 5,8           | 8.275          | 6,6            |
| Markus Dowe                | Die Linke                  | 9.500         | 7,6           | 10.162         | 8,1            |
| Andreas Prenning           | PIRATEN                    | 3.779         | 3,0           | 3.078          | 2,5            |
| Markus Schumacher          | NPD                        | 3.348         | 2,7           | 2.225          | 1,8            |
|                            | REP                        | –             | –             | 439            | 0,4            |
|                            | Bündnis 21/RRP             | –             | –             | 89             | 0,1            |
|                            | Volksabstimmung            | –             | –             | 267            | 0,2            |
|                            | ÖDP                        | –             | –             | 156            | 0,1            |
| Peter Georg Weispfenning   | MLPD                       | 398           | 0,3           | 198            | 0,2            |
|                            | BüSo                       | –             | –             | 24             | 0,0            |
|                            | PSG                        | –             | –             | 40             | 0,0            |
|                            | AfD                        | –             | –             | 4.949          | 4,0            |
|                            | BIG                        | –             | –             | 224            | 0,2            |
|                            | pro Deutschland            | –             | –             | 463            | 0,4            |
|                            | Die Rechte                 | –             | –             | 54             | 0,0            |
|                            | FREIE WÄHLER               | –             | –             | 217            | 0,2            |
|                            | Nichtwähler                | –             | –             | 152            | 0,1            |
|                            | Partei der Vernunft        | –             | –             | 88             | 0,1            |
|                            | Die PARTEI                 | –             | –             | 480            | 0,4            |

### Bundestagswahl 2009
| Gegenstand der Nachweisung | Gegenstand der Nachweisung | Erst- stimmen | Erst- stimmen | Zweit- stimmen | Zweit- stimmen |
| Bewerber                   | Partei                     | Anzahl        | %             | Anzahl         | %              |
| -------------------------- | -------------------------- | ------------- | ------------- | -------------- | -------------- |
| Wahlberechtigte            | Wahlberechtigte            | 188.777       | 100,0         | 188.777        | 100,0          |
| Wähler                     | Wähler                     | 128.511       | 68,1          | 128.511        | 68,1           |
| Ungültige Stimmen          | Ungültige Stimmen          | 3.036         | 2,4           | 1.948          | 1,5            |
| Gültige Stimmen            | Gültige Stimmen            | 125.475       | 97,6          | 126.563        | 98,5           |
| davon                      |                            |               |               |                |                |
| Gerd Bollmann              | SPD                        | 6.331         | 51,3          | 50.922         | 40,2           |
| Ingrid Fischbach           | CDU                        | 33.693        | 26,9          | 28.681         | 22,7           |
| Klaus Füßmann              | FDP                        | 8.545         | 6,8           | 11.591         | 11,2           |
| Jörg Höhfeld               | Grüne                      | 12.393        | 9,9           | 11.074         | 8,7            |
|                            | Die Linke                  | –             | –             | 16.261         | 12,8           |
| Markus Schumacher          | NPD                        | 2.570         | 2,0           | 1.563          | 1,2            |
|                            | Die Tierschutzpartei       | –             | –             | 944            | 0,7            |
|                            | FAMILIE                    | –             | –             | 604            | 0,5            |
| Bernd Blech                | REP                        | 2.768         | 2,2           | 1.418          | 1,1            |
|                            | Volksabstimmung            | –             | –             | 93             | 0,1            |
| Peter Georg Weispfenning   | MLPD                       | 1.175         | 0,9           | 175            | 0,1            |
|                            | PSG                        | –             | –             | 34             | 0,0            |
|                            | ZENTRUM                    | –             | –             | 60             | 0,0            |
|                            | BüSo                       | –             | –             | 20             | 0,0            |
|                            | DVU                        | –             | –             | 164            | 0,1            |
|                            | ÖDP                        | –             | –             | 81             | 0,1            |
|                            | PIRATEN                    | –             | –             | 2.074          | 1,6            |
|                            | RRP                        | –             | –             | 236            | 0,2            |
|                            | RENTNER                    | –             | –             | 568            | 0,4            |